# Setra Série 300
 (août 2016).
Si vous disposez d'ouvrages ou d'articles de référence ou si vous connaissez des sites web de qualité traitant du thème abordé ici, merci de compléter l'article en donnant les références utiles à sa vérifiabilité et en les liant à la section « Notes et références ».
La Série 300 est une série de plusieurs autobus et autocars de la marque allemande Setra. Elle fut produite entre 1991 à 2006.
Cette série intègre des autobus urbains, autocars interurbains et tourisme.

## Historique

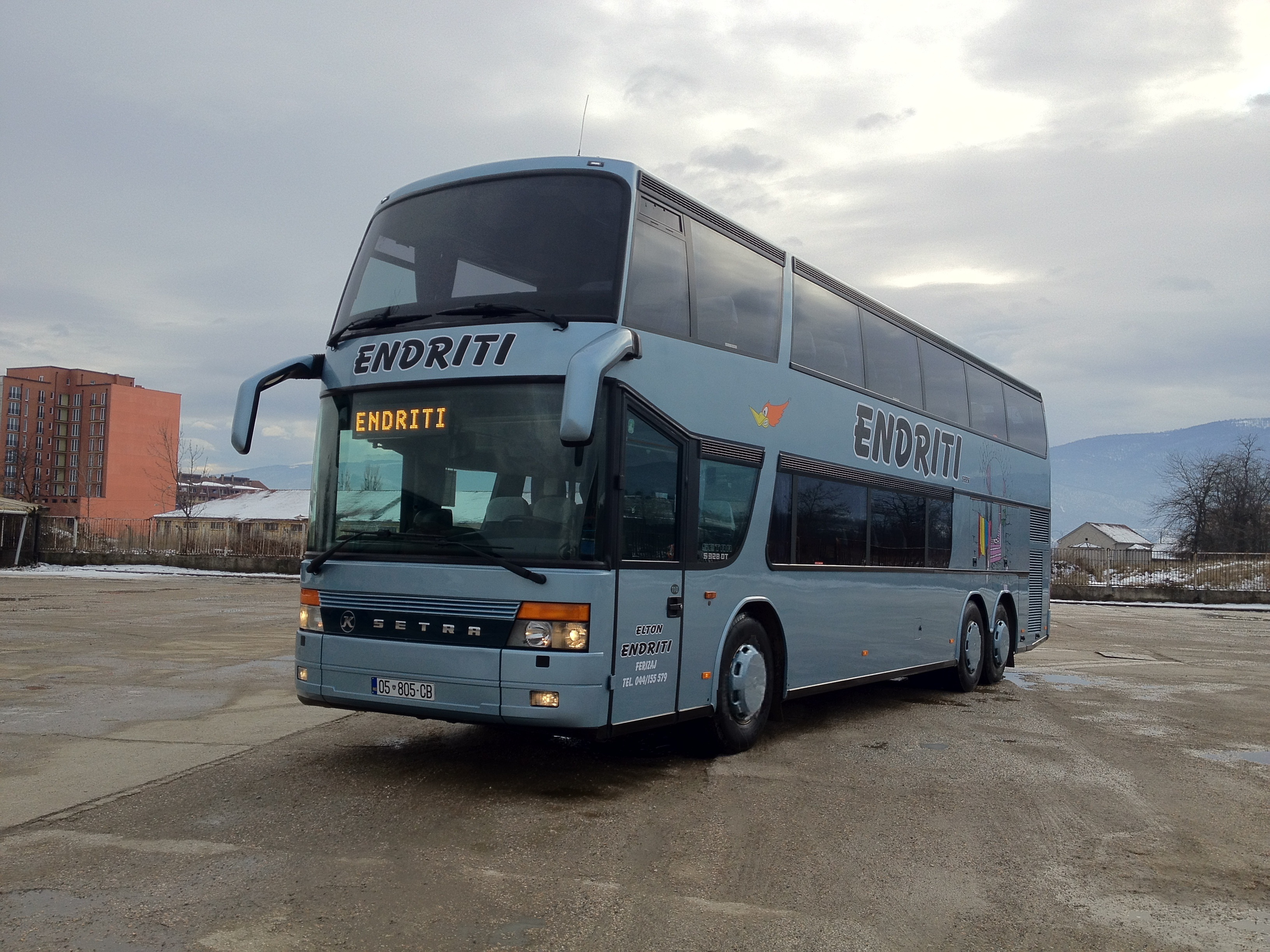
Setra S 328 DT

## Les véhicules

### Modèles

#### Multiclass

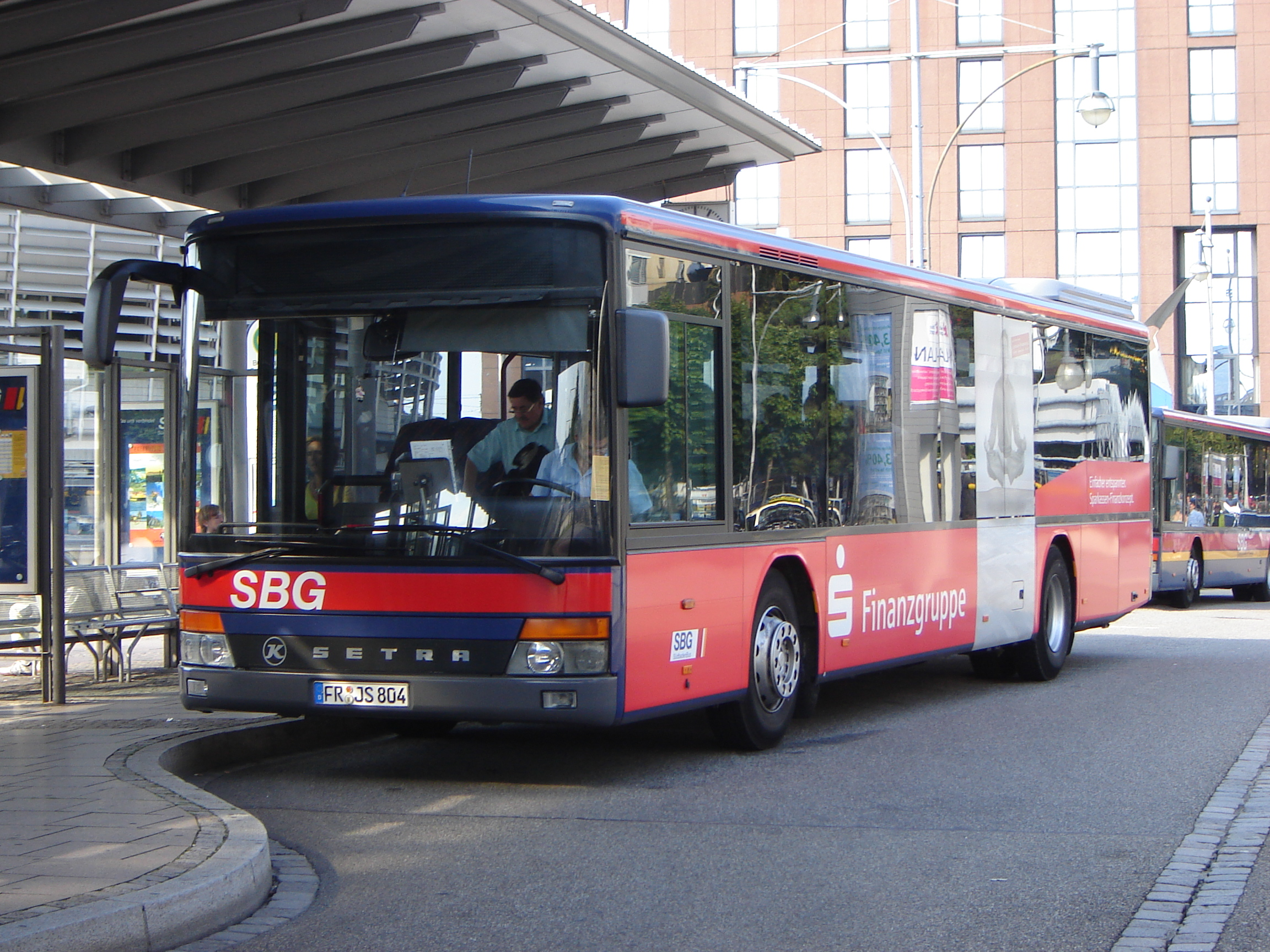
S 315 NF

Urbain :
- S 300 NC (de 1991 à 1996)
- S 315 NF (de 1996 à 2006)
- S 319 NF (de 1995 à 2006)

Interurbain :
- S 313 UL
- S 313 UL-GT
- S 315 H
- S 315 UL
- S 315 UL-GT
- S 316 UL
- S 317 UL
- S 317 UL-GT
- S 319 UL
- S 319 UL-GT
- SG 321 UL
- SG 321 UL-GT

#### Topclass

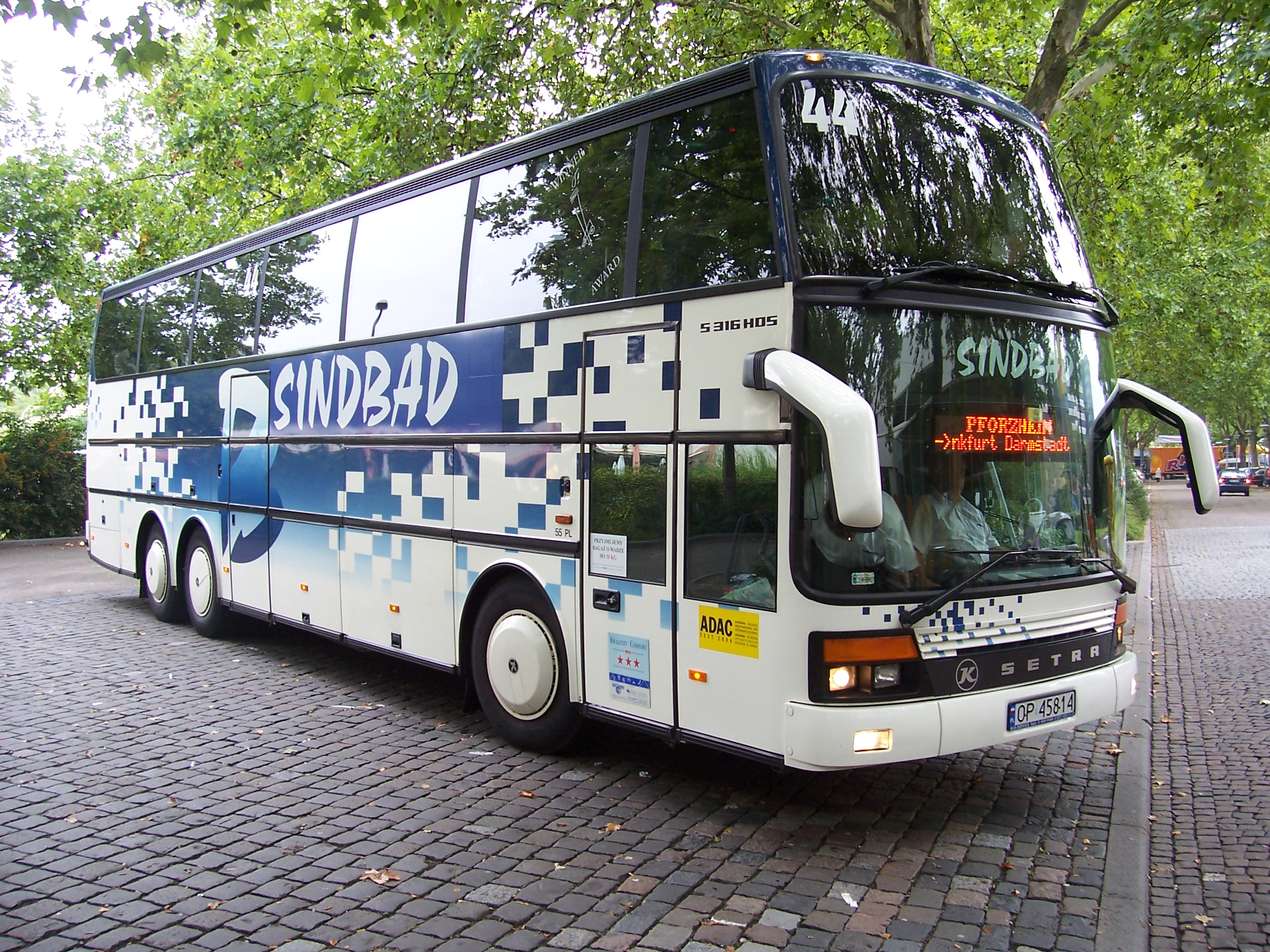
S 316 HDS

- S 309 HD
- S 312 HD
- S 315 HD
- S 315 HDH/2
- S 315 HDH/3
- S 316 HDS
- S 317 HDH
- S 328 DT

#### Confortclass

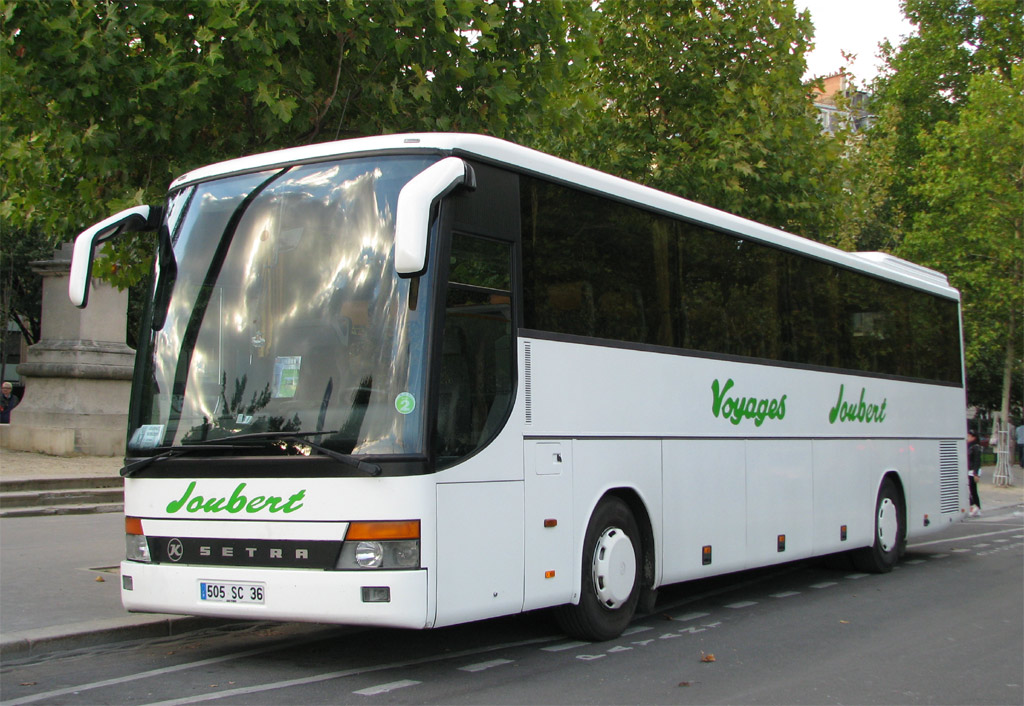
S 315 GT-HD

- S 315 GT
- S 315 GT-HD
- S 317 GT-HD
- S 319 GT-HD